# غييرمو ألكايد
غييرمو ألكايد (بالإسبانية: Guillermo Alcaide)‏ مواليد 27 مايو 1986 في مدريد، هو لاعب كرة مضرب إسباني بدأ مسيرته كمحترف سنة 2006 ويحتل حالياً المرتبة رقم. 220 (14 فبراير 2011) في تصنيف رابطة محترفي كرة المضرب. أعلى تصنيف له في الفردي كان المركز الـ 195 في سنة 2010. وأعلى تصنيف له في الزوجي كان المركز الـ 341 في سنة 2010.

## روابط خارجية
- غييرمو ألكايد على موقع رابطة محترفي التنس (الإنجليزية)
- غييرمو ألكايد على موقع الاتحاد الدولي لكرة المضرب (الإنجليزية)
- غييرمو ألكايد على موقع خلاصة التنس.كوم (الإنجليزية)
- غييرمو ألكايد على موقع إي إس بي إن.كوم (الإنجليزية)